# Kenny vs. Spenny
Kenny vs. Spenny ist eine kanadische Reality/Comedy-Show, die von 2002 bis 2010 produziert wurde. In der Sendung ging es um diverse Wettkämpfe zwischen Kenneth Hotz und Spencer Rice. Beide wurden in Toronto geboren und wuchsen dort gemeinsam auf.
Die Show wurde im Dezember 2010 nach 87 Folgen eingestellt.

## Konzept
Zu Anfang jeder Show werden der Wettkampf und die dazugehörigen Regeln vorgestellt, z. B. „Wer kann länger wachbleiben?“ – die dazugehörige Regel: „Keine illegalen Drogen nehmen!“. Der Verlierer muss am Ende der Sendung eine Demütigung über sich ergehen lassen. Bei einem ungewollten Unentschieden (Zeitbedingt, Gleichstand etc.) gibt es keine Bestrafung, wenn jedoch beide beschließen aufzugeben, gibt es eine Doppel-Demütigung. Diese wird vom Kamerateam festgelegt.
Während Spenny sich in den meisten Fällen streng an die Regeln hält, versucht Kenny diese so weit wie möglich zu dehnen. Er schreckt auch nicht vor Schummeln zurück, da das Videomaterial erst später ausgewertet wird. Eine Ausnahme gab es nur in Folge 40, in welcher der Sieger anhand des Videomaterials ermittelt wurde.
Fast alle Episoden wurden in Toronto, Kanada gedreht.

## Nominierungen und Vermarktung
Zwischen 2002 und 2009 wurden 87 Episoden in sechs Staffeln gedreht und gesendet. Die Show wurde 2004, 2006 und 2008 für den Gemini Award nominiert.
Das Konzept der Sendung wurde in mehrere Länder vermarktet, zum Beispiel nach Frankreich, Deutschland und die Niederlande. In der deutschen Version Elton vs. Simon wurden sogar einige Wettkämpfe direkt übernommen, wie „Wer kann länger auf einer Kuh sitzen?“ oder „Wer verdient in drei Tagen mehr Geld?“.
Seit Juli 2008 strahlte in Deutschland der Sender Comedy Central wöchentlich die synchronisierte 4. Staffel aus. Ähnlich wie bei der Synchronisation von American Chopper werden die Stimmen aber nur über den noch zu hörenden Originalton gesprochen. Nachdem der Sender die Serie am 11. Oktober 2008 vorerst aus dem Programm nahm, lief ab dem 12. Dezember 2008 wieder die erste Staffel im deutschen Fernsehen.
Seit Anfang April 2009 wird die zweite Staffel auf Comedy Central gezeigt.
Danach wurde auch die vierte Staffel ausgestrahlt.

## Episoden
| Kenny vs. Spenny | Kenny vs. Spenny | Kenny vs. Spenny | Kenny vs. Spenny | Kenny vs. Spenny |
| ---------------- | ---------------- | ---------------- | ---------------- | ---------------- |
|                  |                  |                  |                  |                  |
| Kenny            | Kenny            |                  | 58               | 58               |
| Spenny           | Spenny           |                  | 24               | 24               |
| Unentschieden    | Unentschieden    |                  | 6                | 6                |
|                  |                  |                  |                  |                  |

| Folge        | Erstausstrahlung 1) | Originaltitel                                          | Deutsche Übersetzung                                            | Sieger                                                                                      | Demütigung |
| Pilot        | Pilot               | Pilot                                                  | Pilot                                                           | Pilot                                                                                       | Pilot |
| ------------ | ------------------- | ------------------------------------------------------ | --------------------------------------------------------------- | ------------------------------------------------------------------------------------------- | --- |
| 0.           | 2002                | Who Can Gain the Most Weight in One Week?              | Wer kann in einer Woche mehr zunehmen?                          | Kenny                                                                                       | Spenny muss Kinobesuchern das Ende des Films verraten. |
| 1. Staffel   |                     |                                                        |                                                                 |                                                                                             | |
| 1.           | 26. August 2003     | Who Is the Best Fashion Designer?                      | Wer ist der bessere Modedesigner?                               | Kenny                                                                                       | Spenny muss in einem von Kenny designten Outfit durch die Stadt laufen. |
| 2.           | 2. September 2003   | Who Can Stay Awake the Longest?                        | Wer kann länger ohne Schlaf auskommen?                          | Kenny                                                                                       | Spenny muss Kennys Klopagen spielen. |
| 3.           | 9. September 2003   | Who Is the Better Chef?                                | Wer ist der bessere Koch?                                       | Kenny 2)                                                                                    | Spenny muss Katzenfutter essen. |
| 4.           | 16. September 2003  | Who Can Stand Up the Longest?                          | Wer kann länger stehen?                                         | Kenny                                                                                       | Spenny muss einen von Kennys Zehennägeln mit den Zähnen abbeissen. |
| 5.           | 23. September 2003  | Who Can Sit on a Cow the Longest?                      | Wer kann länger auf einer Kuh sitzen?                           | Kenny                                                                                       | Spenny muss sich in einen Haufen Kuhmist legen. |
| 6.           | 30. September 2003  | Who Is the Sanest?                                     | Wer ist der geistig Gesündere?                                  | Spenny                                                                                      | Kenny muss nackt die Straße entlanglaufen. |
| 7.           | 7. Oktober 2003     | Who Can Earn the Most Money in Three Days?             | Wer kann in 3 Tagen mehr Geld verdienen?                        | Spenny                                                                                      | Spenny kocht seine Unterwäsche aus und Kenny muss das übriggebliebene Wasser trinken. |
| 8.           | 14. Oktober 2003    | Who Does She Like Better?                              | Wen mag sie lieber?                                             | Kenny 3)                                                                                    | Spenny wird von einem Transvestiten ausgepeitscht. |
| 9.           | 21. Oktober 2003    | Who Can Stay Blindfolded the Longest?                  | Wer kann länger mit verbundenen Augen auskommen?                | Kenny (eigentlich Spenny) 4)                                                                | Spenny muss 60 Sekunden lang Kennys Atem riechen der vorher unangenehm riechende Dinge zu sich genommen hat.                                                                                            |
| 10.          | 28. Oktober 2003    | Who Can Win a Beauty Pageant?                          | Wer kann einen Schönheitswettbewerb gewinnen?                   | Spenny                                                                                      | Kenny muss sich als Hund verkleiden und sich auch so benehmen. |
| 11.          | 4. November 2003    | Who Can Win a Series of Mini-competitions?             | Wer gewinnt die meisten Miniwettbewerbe?                        | Spenny                                                                                      | Kenny muss die längste Treppe der Welt im CN Tower hochlaufen. |
| 12.          | 11. November 2003   | Who Can Lose the Most Weight?                          | Wer kann am meisten Gewicht verlieren?                          | Kenny                                                                                       | Spenny muss einen alten Mann waschen. |
| 13.          | 18. November 2003   | Who Can Stay Handcuffed the Longest?                   | Wer hält es länger mit Handschellen aus?                        | Kenny (eigentlich Unentschieden) 30)                                                        | Spenny muss mit gefälschtem Lippenherpes Frauen ansprechen. |
| 14.          | 25. November 2003   | Who Can Put on the Best Concert?                       | Wer kann das bessere Konzert auf die Beine stellen?             | Kenny                                                                                       | Spenny muss als kleines Kind verkleidet Kennys Song in der Öffentlichkeit laut singen. |
| 15.          | 7. Januar 2004      | Who Is the Best Parent?                                | Wer ist der bessere Elternteil?                                 | Kenny (eigentlich Spenny) 5)                                                                | Spenny muss sich als Baby verkleiden und sich in einem Laufgitter mitten in der Stadt wie eines benehmen.                                                                                               |
| 16.          | 14. Januar 2004     | Who Do Kids Like Most?                                 | Wer ist bei den Kindern beliebter?                              | Kenny 6)                                                                                    | Spenny muss mit seinem Mund Äpfel aus einer Toilette fischen. |
| 17.          | 21. Januar 2004     | Who Is the Strongest?                                  | Wer ist der Stärkere?                                           | Kenny 7)                                                                                    | Spenny wird an seiner Unterhose aufgehängt. |
| 18.          | 28. Januar 2004     | Who Makes the Most Convincing Woman?                   | Wer ist überzeugender als Frau?                                 | Spenny                                                                                      | Kenny muss als Frau verkleidet auf den Strich gehen. |
| 19.          | 3. Februar 2004     | Who Is the Best Actor?                                 | Wer ist der bessere Schauspieler?                               | Kenny (eigentlich Spenny) 8)                                                                | Kenny bewirft Spenny mit Eiern. |
| 20.          | 10. Februar 2004    | Who Is the Best Male Stripper?                         | Wer ist der bessere Stripper?                                   | Spenny                                                                                      | Kenny werden mit einer Zange Haare ausgerissen. |
| 21.          | 17. Februar 2004    | Who Is the Best Figure Skater?                         | Wer ist der bessere Eiskunstläufer?                             | Unentschieden 9)                                                                            | Keine Demütigung, aber Spenny uriniert auf Kennys Bett. |
| 22.          | 23. Februar 2004    | Who Can Survive in the Woods the Longest?              | Wer kann länger im Wald überleben?                              | Unentschieden                                                                               | Kenny und Spenny müssen sich küssen. |
| 23.          | 2. März 2004        | Who Will Use Their Arms First?                         | Wer benutzt seine Arme zuerst?                                  | Kenny                                                                                       | Kenny drückt seine Achselhöhle in Spennys Gesicht. |
| 24.          | 9. März 2004        | Who Can Win a Court Case?                              | Wer kann ein Gerichtsverfahren gewinnen?                        | Kenny                                                                                       | Kenny spuckt Spenny ins Gesicht. |
| 25.          | 16. März 2004       | Who Can Live in a Van the Longest?                     | Wer kann länger in einem Van leben?                             | Unentschieden                                                                               | Keine Demütigung. |
| 26.          | 23. März 2004       | Who Is the Better Boxer?                               | Wer ist der bessere Boxer?                                      | Spenny                                                                                      | Kenny muss sich in die Hosen urinieren. |
| 2. Staffel   |                     |                                                        |                                                                 |                                                                                             | |
| 27.          | 16. Oktober 2005    | Who Can Drink More Beer?                               | Wer kann mehr Bier trinken?                                     | Kenny 10)                                                                                   | Spenny muss „sein eigenes“ Erbrochenes essen. |
| 28.          | 23. Oktober 2005    | Who Can Stay Naked the Longest?                        | Wer kann länger nackt bleiben?                                  | Kenny                                                                                       | Spenny muss verkleidet durch die Stadt laufen und verkünden, dass er einen kleinen Penis hat. |
| 29.          | 30. Oktober 2005    | Who Has the Biggest Balls?                             | Wer ist mutiger?                                                | Spenny 11)                                                                                  | Kenny muss Vogelkot von der Windschutzscheibe eines Autos lecken. |
| 30.          | 6. November 2005    | Who Do Old People Like More?                           | Wer ist bei alten Menschen beliebter?                           | Kenny                                                                                       | Spenny muss in einem Badeanzug und Badekappe Wasseraerobic machen. |
| 31.          | 13. November 2005   | Who Can Dance the Longest?                             | Wer kann länger tanzen?                                         | Kenny                                                                                       | Spenny muss sich als Cheerleader verkleiden und sich selbst beleidigen. |
| 32.          | 20. November 2005   | First One to Talk Loses.                               | Wer zuerst redet, verliert.                                     | Spenny                                                                                      | Spenny wäscht Kenny den Mund mit Seife aus. |
| 33.          | 27. November 2005   | Who Is the Funnier?                                    | Wer ist lustiger?                                               | Kenny                                                                                       | Spenny muss ein Kondom über eine Gurke ziehen und damit Oralverkehr praktizieren. |
| 34.          | 4. Dezember 2005    | Who Can Kiss More Women?                               | Wer kann mehr Frauen küssen?                                    | Kenny                                                                                       | Spenny muss den After und die Genitalien einer Pferdestatue küssen. |
| 35.          | 11. Dezember 2005   | Who Can Win a Rat Race?                                | Wer gewinnt ein Rattenrennen?                                   | Spenny                                                                                      | Kenny wird eine Ratte in die Hose gesteckt. |
| 36.          | 18. Dezember 2005   | Who Is a Better Journalist?                            | Wer ist der bessere Journalist?                                 | Spenny                                                                                      | Kenny muss sich mitten in der Stadt auf eine portable Freiluft-Toilette setzen. |
| 37.          | 25. Dezember 2005   | Who Can Sell More Bibles?                              | Wer kann mehr Bibeln verkaufen?                                 | Kenny                                                                                       | Keine wirkliche Demütigung; Spenny steht alleine am Flughafen von Los Angeles und findet heraus, dass Kenny ihn reingelegt hat.                                                                         |
| 38.          | 1. Januar 2006      | First One to Be Mean Loses.                            | Wer zuerst gemein wird, verliert.                               | Unentschieden                                                                               | Eigentlich keine Demütigung; aber Kenny verkleidet Spenny als Clown, während er schläft und uriniert auf ihn.                                                                                           |
| 39.          | 8. Januar 2006      | Who Is the Better Rapper?                              | Wer ist der bessere Rapper?                                     | Spenny                                                                                      | Peinliche Bilder von Kenny werden auf einer riesigen Leinwand in der Stadt gezeigt und Kenny muss oben ohne auf der Straße tanzen. (Eigentlich keine Demütigung weil Kenny davon begeistert ist.)       |
| 3. Staffel   |                     |                                                        |                                                                 |                                                                                             | |
| 40.          | 16. Oktober 2006    | First One to Laugh Loses.                              | Wer zuerst lacht, verliert.                                     | Spenny                                                                                      | Kenny muss einen Popel von Spenny essen. |
| 41.          | 22. Oktober 2006    | Who Do Gay Guys Like More?                             | Wer wird von Schwulen mehr gemocht?                             | Unentschieden                                                                               | Zwei Männer halten ihre Genitalien in Kennys und Spennys Gesichter. |
| 42.          | 29. Oktober 2006    | Who Can Wear a Dead Octopus on Their Head the Longest? | Wer kann länger einen toten Oktopus auf dem Kopf tragen?        | Kenny (eigentlich Spenny) 12)                                                               | Spenny muss Sushi von Kennys Hintern essen. |
| 43.          | 3. November 2006    | Who Can Win a Ten Mile Race?                           | Wer gewinnt ein 10-Meilen-Rennen?                               | Spenny                                                                                      | Kenny wird von seiner Mutter übers Knie gelegt und verhauen. |
| 44.          | 13. November 2006   | Who Can Make a Better Porno?                           | Wer kann den besseren Porno machen?                             | Kenny                                                                                       | Spenny muss Geschlechtsverkehr mit einer männlichen Gummipuppe haben und sie „Großvater“ nennen. |
| 45.          | 20. November 2006   | Who Can Lift More Weight with Their Genitals?          | Wer kann mehr Gewicht mit seinem Genital heben?                 | Kenny                                                                                       | Spenny muss die Brustwarzen von Bobby, einem Freund der beiden, ablecken. |
| 46.          | 27. November 2006   | Who Is Cooler?                                         | Wer ist Cooler?                                                 | Kenny                                                                                       | Spenny wird nackt in ein Gefrierhaus eingesperrt. |
| 47.          | 4. Dezember 2006    | Who Can Produce More Semen?                            | Wer kann mehr Sperma produzieren?                               | Kenny                                                                                       | Spenny bekommt das Sperma von Kenny ins Gesicht geschüttet. Eigentlich sollte Spenny Kennys Sperma trinken, weigerte sich aber.                                                                         |
| 48.          | 11. Dezember 2006   | Who Can Live in a Haunted House the Longest?           | Wer kann länger in einem Spuk-Haus leben?                       | Spenny                                                                                      | Kenny muss sich in Frauen-Dessous in ein Schaufenster stellen. |
| 49.          | 18. Dezember 2006   | Who Can Catch the Bigger Fish?                         | Wer fängt den größeren Fisch?                                   | Kenny 13)                                                                                   | Spenny muss sein Gesicht in den Anus eines toten Ferkels stecken und wird dabei mit Klarsichtfolie umwickelt.                                                                                           |
| 50.          | 25. Dezember 2006   | Who Can Imitate the Other Guy Better?                  | Wer kann den jeweils anderen besser imitieren?                  | Kenny                                                                                       | Spenny muss fremde Leute ansprechen und die ihm von Kenny vorgeschriebenen Sätze sagen. |
| 51.          | 7. Januar 2007      | Who Can Stay Homeless the Longest?                     | Wer kann länger obdachlos bleiben?                              | Kenny                                                                                       | Kenny tritt Spenny in die Genitalien. |
| 52.          | 14. Januar 2007     | Arm Wrestling Competition.                             | Wettkampf im Armdrücken.                                        | Kenny                                                                                       | Spenny muss seine Hand in eine öffentliche verschmutzte Toilette stecken. |
| 4. Staffel   |                     |                                                        |                                                                 |                                                                                             | |
| 53.          | 6. November 2007    | First Guy to Get a Boner Loses.                        | Wer zuerst eine Erektion bekommt, verliert.                     | Kenny 14)                                                                                   | Spenny werden Bienen über die Genitalien geschüttet. |
| 54.          | 13. November 2007   | Who Can Blow the Biggest Fart?                         | Wer produziert den größten Furz?                                | Kenny                                                                                       | Spenny wird von einem „professionellen Furzer“ ins Gesicht gefurzt. |
| 55.          | 20. November 2007   | Who Can Produce the Best Viral Video?                  | Wer produziert das bessere virale Video?                        | Kenny                                                                                       | Spenny muss den Türgriff einer Kabine in einer Ab-Achtzehn-Videothek ablecken. |
| 56.          | 27. November 2007   | Who Can Eat More Meat?                                 | Wer kann mehr Fleisch essen?                                    | Spenny                                                                                      | Kenny muss eine alte Frau mit Zunge küssen. |
| 57.          | 4. Dezember 2007    | First Guy to Get a Stain Loses.                        | Wer zuerst schmutzig wird, verliert.                            | Kenny                                                                                       | Spenny muss sich in einer mit Hundekot gefüllten Kunststoffkugel einen Hang herunterrollen. |
| 58.          | 11. Dezember 2007   | Who Can Be Tied to a Goat the Longest?                 | Wer kann länger an einer Ziege angebunden bleiben?              | Kenny                                                                                       | Spenny muss sich von einer Ziege besteigen lassen. |
| 59.          | 18. Dezember 2007   | Who Can Handle More Torture?                           | Wer hält mehr Folter aus?                                       | Spenny 15)                                                                                  | Kenny muss bei einem Improvisationstheaterstück mitmachen. |
| 60.          | 25. Dezember 2007   | First Guy to Stop Singing Loses.                       | Wer zuerst aufhört zu singen, verliert.                         | Kenny (eigentlich Spenny) 16)                                                               | Spenny muss sich als Affe verkleiden, zu Leierkastenmusik tanzen und Geld sammeln. |
| 61.          | 4. Januar 2008      | Who Can Be Obese the Longest?                          | Wer kann länger „fettleibig“ sein?                              | Kenny (eigentlich Spenny) 17)                                                               | Spenny muss Kennys Anus reinigen. |
| 62.          | 8. Januar 2008      | Who Can Commit the Most Crime?                         | Wer kann mehr Verbrechen begehen?                               | Spenny 18)                                                                                  | Kenny wird an den Pranger gestellt und mit Tomaten beworfen. |
| 5. Staffel   |                     |                                                        |                                                                 |                                                                                             | |
| 63.          | 20. Oktober 2008    | Who Can Keep a Dump in Their Pants the Longest?        | Wer kann es länger mit Kot in der Hose aushalten?               | Kenny (eigentlich Spenny) 19)                                                               | Spenny muss nackt das Fenster des Produktionsgebäudes reinigen. |
| 64.          | 27. Oktober 2008    | Who Can Bone More Women?                               | Wer bekommt mehr Frauen ins Bett?                               | Kenny 20)                                                                                   | Kenny verkündet, dass Spenny mit einem „Mann“ Sex hatte. |
| 65.          | 3. November 2008    | Who Can Wear a Gorilla Suit the Longest?               | Wer kann länger ein Gorilla-Kostüm tragen?                      | Kenny 21)                                                                                   | Spenny wird (im Gorilla-Kostüm) auf die Motorhaube eines Autos gebunden und von Kenny durch die Stadt gefahren.                                                                                         |
| 66.          | 10. November 2008   | Who Can Piss Off More People?                          | Wer kann mehr Leute verärgern?                                  | Kenny                                                                                       | Spenny muss einen mit Schamhaaren belegten Cracker essen. |
| 67.          | 17. November 2008   | First Guy to Touch the Ground Loses.                   | Wer zuerst den Boden berührt, verliert.                         | Spenny                                                                                      | Kenny muss vor seiner Mutter mit seinem Penis spielen. |
| 68.          | 24. November 2008   | Who's the Best Pro Wrestler?                           | Wer ist der beste Profi-Wrestler?                               | Kenny                                                                                       | Spenny muss nackt in den Ring steigen und wird von „The Iron Sheik“ attackiert. |
| 69.          | 1. Dezember 2008    | Who's the Best Soldier?                                | Wer ist der beste Soldat?                                       | Kenny                                                                                       | Spenny muss sich in einen Kinderpool setzen, wobei die Crew auf ihn erbricht. |
| 70.          | 8. Dezember 2008    | Who's the Better Jew?                                  | Wer ist der bessere Jude?                                       | Spenny                                                                                      | Kenny muss eine Schweinenase essen und dabei Milch trinken. |
| 71.          | 15. Dezember 2008   | Who Do Disabled People Like More?                      | Wen mögen behinderte Menschen mehr?                             | Kenny (eigentlich Spenny) 22)                                                               | Spenny wird, mit einem Schutzanzug bekleidet, von einem Polizeihund attackiert. |
| 72.          | 23. Dezember 2008   | Who Can Smoke More Weed?                               | Wer kann mehr Gras rauchen?                                     | Unentschieden                                                                               | Kenny und Spenny müssen zusammen ein Bad nehmen. |
| 6. Staffel   |                     |                                                        |                                                                 |                                                                                             | |
| (Web)        | 27. November 2009   | Who's The Bigger Idiot?                                | Wer ist der größere Idiot?                                      | Spenny                                                                                      | Kenny muss sich die Zähne mit einer Klobürste putzen. |
| 73.          | 20. November 2009   | Who can 69 the longest?                                | Wer kann länger 69?                                             | Kenny                                                                                       | Spenny kriegt von Kenny Hundefutter auf seinen Hintern gestrichen und Hunde essen davon. |
| 74.          | 20. November 2009   | Who can squeeze more boobs?                            | Wer kann mehr Brüste anfassen?                                  | Kenny                                                                                       | Spenny isst unwissentlich Popcorn das aus Mais gemacht ist, welchen Kenny zuvor ungepopt gegessen hat und anschließend aus seinen Fäkalien fischte.                                                     |
| 75. 23)      | 27. November 2009   | Who´s the bigger idiot?                                | Wer ist ein größerer Idiot?                                     | Spenny                                                                                      | Kenny muss sich mit einer Klobürste die Zähne putzen, nachdem Spenny damit die Toilette gesäubert hat.                                                                                                  |
| 76.          | 27. November 2009   | Who Can Keep A Chicken Coop On Their Head The Longest  | Wer kann einen Hühnerkäfig am längsten über seinem Kopf tragen? | Kenny 24)                                                                                   | Spenny wird ein Stinktier in seinen Käfig gesteckt und er wird davon angesprüht. |
| 77.          | 4. Dezember 2009    | Who Can Get Further With The Other Guy's Mom?          | Wer kann weiter bei der Mutter des anderen gehen?               | Kenny 25)                                                                                   | Spenny muss den Slip seiner Mutter in den Mund nehmen. |
| 78.          | 11. Dezember 2009   | Who Can Win A Cockfight?                               | Wer kann einen Penis-Kampf gewinnen?                            | Kenny 26)                                                                                   | Spenny muss Körperhaare/Schamhaare von Kenny und dem Kamerateam rauchen. |
| 79.          | 19. Dezember 2009   | Who’s A Better Basketball Coach?                       | Wer ist der bessere Basketball-Trainer?                         | Kenny                                                                                       | Kenny mischt Substanzen zusammen, die wie seine Exkremente aussehen, hockt sich über Spennys Kopf und tropft sie so in sein Gesicht, dass es aussieht als wenn Kenny sein Geschäft über ihm verrichtet. |
| 80.          | 8. Januar 2010      | Who do black guys like more? - Part 1                  | Wen mögen schwarze Menschen mehr? - Teil 1                      | –                                                                                           | – |
| 81.          | 15. Januar 2010     | Who do black guys like more? - Part 2                  | Wen mögen schwarze Menschen mehr? - Teil 2                      | Kenny 27)                                                                                   | Spenny muss Belag, den sich Kenny von der Zunge streicht, zehn Sekunden im Mund behalten. |
| 82.          | 22. Januar 2010     | Who can have more fun?                                 | Wer kann mehr Spaß haben?                                       | Kenny                                                                                       | Spenny muss als Copilot in einem Kunstflugzeug mitfliegen. |
| 83.          | 29. Januar 2010     | Who can?                                               | Wer kann?                                                       | Kenny 28)                                                                                   | Spenny muss sich vor Kenny niederknien. |
| 84.          | 5. Februar 2010     | Who Can Produce The Best Commercial?                   | Wer kann den besten TV Spot produzieren?                        | Spenny 29)                                                                                  | Kenny muss sich als Clown verkleiden und darüber singen, dass er ein „Loser“ und Spenny ein „King“ ist.                                                                                                 |
| 85.          | 12. Februar 2010    | Who Can Put On The Best Play?                          | Wer kann das beste Theaterstück auf die Beine stellen?          | Kenny                                                                                       | Kenny setzt sich mit seinem nackten Gesäß auf Spenny während der einen Text vorlesen muss. |
| 86.          | 19. Februar 2010    | Who Can Stay On An Island The Longest?                 | Wer kann länger auf einer Insel bleiben?                        | Kenny                                                                                       | Spenny muss sich bunte Rasta-Zöpfe flechten lassen. |
| Letzter Teil |                     |                                                        |                                                                 |                                                                                             | |
| 87.          | 23. Dezember 2010   | Who Can Stay In A Christmas Tree The Longest?          | Wer kann länger auf einem Weihnachtsbaum bleiben                | Spenny (nachdem vereinbart wurde, dass Spenny sich demütigen lässt, obwohl er gewonnen hat) | Spenny muss den Hintern von Kenny küssen |

Sieg durch/trotz Regelverstoß/-es

Sieg durch Diffamierung des Gegners vor der Jury

Sieg durch Nichtantritt des Gegners

Sieg durch Kapitulation des Gegners
Fußnoten
- 1) Die beiden Quellen für die Erstausstrahlung weichen zum Teil um einen Tag voneinander ab.[6][7]
- 2) Spenny lässt sich via Headset von einem Profi-Koch beraten, hat aber trotzdem verloren.
- 3) Kenny lässt Spenny mit einer Komplizin ausgehen, tatsächlicher Sieger nicht feststellbar.
- 4) Kenny nimmt die Augenbinde von Anfang an ab und lässt Spenny denken, er hätte sie auf.
- 5) Kenny vertauscht die Babypuppen.
- 6) Kenny besticht die Kinder mit Geschenken, um sie in ihrer Wahl zu beeinflussen.
- 7) Spenny behauptet, einen Bänderriss erlitten zu haben (ein Sportmediziner kann aber keinen feststellen).
- 8) Kenny lässt ein Double für sich auftreten.
- 9) Offiziell ein Unentschieden, Spenny hat allerdings auf Kennys Bett uriniert, weil Kenny eine Verletzung vorgetäuscht hatte.
- 10) Kenny ersetzt bei seinem Vorrat das alkoholhaltige durch alkoholfreies Bier. Später wartet er, bis Spenny bewusstlos wird, und erbricht neben ihm.
- 11) Kenny gibt seinen Gewinnertitel an Spenny ab, um ihn vor einem Klippensprung zu bewahren.
- 12) Kenny nimmt seinen Oktopus vorzeitig ab, um nur die abgetrennten Tentakel unter seiner Mütze heraushängen zu lassen. Außerdem verabreicht er Spenny LSD, um seine Handlungen zu manipulieren.
- 13) Kenny hat seinen vermeintlich gefangenen Fisch im Voraus von einem Fischhändler erworben.
- 14) Kenny hat sich von seinem Bruder seine Genitalien betäuben lassen.
- 15) Kenny verliert absichtlich bei den Folterwettkämpfen, da jeder Wettkampf einer Demütigung gleicht.
- 16) Kenny ruht seine Stimme aus, indem er in einem Kirchenchor lediglich seine Lippen bewegt.
- 17) Kenny nimmt die Gewichte aus seiner Weste.
- 18) Spenny hätte schon viel früher gewonnen, da Kenny bei einem Verbrechen (fast) erwischt worden ist.
- 19) Kenny fällt der Kot aus der Windel, was jedoch nicht geahndet wird. Später sorgt er dafür, dass Spenny anstelle eines Mittels gegen Durchfall ein Abführmittel einnimmt.
- 20) Kenny setzt eine transsexuelle Prostituierte auf Spenny an.
- 21) Kenny zündet Spennys Kostüm an.
- 22) Kenny lässt die Juroren glauben, dass er selbst Spenny und der echte Spenny Kenny ist.
- 23) Pilot-Episode für Staffel 6, daher keine reguläre Episode (vergleiche Homepage Kenny vs. Spenny).
- 24) Kenny hebt mittels eines Hakens den Käfig von Spennys Kopf.
- 25) Kenny macht Andeutungen darauf, Spennys Mutter gefingert zu haben, nachdem diese auf Grund von Alkoholkonsum eingeschlafen war.
- 26) Kenny setzt Pfefferspray, einen Flammenwerfer und kleine Raketen ein, um Spenny zum Aufgeben zu zwingen.
- 27) Kenny zeigt den Juroren ein von ihm zusammengeschnittenes Video, in dem es so aussieht, als wenn Spenny herablassend mit einer schwarzen Putzfrau umgeht.
- 28) Kenny fesselt Spenny im Keller an Eisenketten.
- 29) Spenny täuscht die Jury, indem er ihnen gefälschte Marktforschungsergebnisse vorzeigt.
- 30) Kenny behauptet, während der Einigung auf ein Unentschieden in die Kamera gezwinkert zu haben, so dass er gewonnen hat